# 坂本大空也
坂本 大空也（さかもと たくや、1989年5月7日 - ）は、茨城県稲敷市出身の元プロ野球選手（外野手）。

## 来歴・人物
稲敷市立新東小学校3年から、あずま東部イーグルスで投手兼外野手として野球を始める。稲敷市立東中学校時代は軟式野球部に所属。
市立柏高へ進学すると、1年時の夏から外野手のレギュラーとして活躍。2007年、夏の千葉大会は準々決勝敗退。高校生としては群を抜く打球の飛距離で、高校通算55本塁打をマーク。100m11秒台の俊足であった。
2007年10月3日の高校生ドラフトで横浜ベイスターズに5巡目指名を受け、契約金3000万円、年俸460万円で入団。
1年目の2008年は二軍で8試合に出場したのみ。2009年は二軍で32試合に出場。
2010年は二軍で54試合に出場するが、打率が1割台に低迷。本塁打もわずか1本で一軍出場することなく10月1日に球団から戦力外通告を受けた。その後、横浜ベイスターズのスタジアムDJのブログ内で、現役引退と今後は子供たちの指導者を目指す意向を伝えられた。2軍での通算成績は94試合出場、142打数、21安打、1本塁打、打率.148であった。
同年の12月1日、自動車の整備点検や販売を行っている株式会社「ヨコシャ」に就職し、その傍ら横浜市内のシニア野球チームのコーチをボランティアで行なっている。

## 詳細情報

### 年度別打撃成績
- 一軍公式戦出場なし

### 背番号
- 67 （2008年 - 2010年）